# Eleccions legislatives letones de 1928
Les Eleccions legislatives letones de 1928 es van celebrar a Letònia el 6 i 7 d'octubre de 1928. El Partit Socialdemòcrata Obrer Letó va continuar com el més gran partit, guanyant-ne 25 dels 100 escons.

## Sistema electoral
Per a les eleccions el país va ser dividit en cinc districtes electorals, amb l'elecció d'un total de 100 diputats que utilitzen la representació proporcional. Retirant en aquesta ocasió els tres escons que en altres eleccions van ser atorgats als partits amb el major nombre de vots que no havian pogut guanyar un escó en cap dels cinc districtes electorals.
El sistema de llistes utilitzat es va fer flexible, ja que els votants van poder ratllar noms dels candidats i reemplaçar-los amb els noms d'altres llistes, el 32% dels votants va fer algun canvi en les llistes. Per registrar un llista, l'anys anteriors els partits electorals només necessitavan recollir 100 signatures. El sistema va canviar per a aquesta elecció, s'havia de realitzar un dipòsit de 1.000 lats, que només va ser reemborsat als partits que van obtenir un escó. Això en combinació amb l'anul·lació dels tres escons compensatoris, aquesta situació va tenir l'efecte de reduir el nombre de partits registrats, que va caure de 141 a 120.

## Resultats
| Partit                                                     | Vots      | %    | Escons | +/– |
| ---------------------------------------------------------- | --------- | ---- | ------ | --- |
| Partit Socialdemòcrata Obrer Letó                          | 226,340   | 24.3 | 25     | –7  |
| Unió d'Agricultors Letons                                  | 139,173   | 15.0 | 16     | 0   |
| Latgales kristige zemnieki un katoli                       | 57,336    | 6.2  | 6      | +1  |
| Partit Comunista de Letònia                                | 52,136    | 5.6  | 5      | Nou |
| Comitè dels Partits Alemanys Bàltics                       | 43,352    | 4.7  | 6      | +2  |
| Latvijas Jaunsaimnieku un sīkgruntnieku partija            | 37,435    | 4.0  | 4      | +1  |
| Partit Progressista Letó                                   | 29,449    | 3.2  | 3      | +1  |
| Progresīvā tautas apvienība                                | 25,902    | 2.8  | 3      | +1  |
| Unió Nacional Cristiana                                    | 25,254    | 2.7  | 4      | +2  |
| Independent Socialists (Latvia)                            | 22,570    | 2.4  | 2      | Nou |
| Unió Nacional (Letònia)                                    | 20,978    | 2.3  | 2      | –1  |
| Vecticībnieku                                              | 18,150    | 2.0  | 2      | 0   |
| Centre Democràtic (Letònia)                                | 17,604    | 1.9  | 3      | –2  |
| Partit dels Ortodoxos                                      | 17,006    | 1.8  | 2      | 0   |
| Latvijas Poļu savienība                                    | 16,197    | 1.7  | 2      | 0   |
| Mizrachi                                                   | 15,145    | 1.6  | 2      | +1  |
| Partit per la Pau i l'Orde                                 | 14,736    | 1.6  | 1      | –1  |
| Russian Public Workers' Association                        | 14,592    | 1.6  | 2      | +1  |
| Party of Former Money Depositors                           | 14,096    | 1.5  | 1      | Nou |
| Latvian Work Union                                         | 12,820    | 1.4  | 1      | +1  |
| Unió de Socialdemòcrates - menxevics i treballadors rurals | 11,774    | 1.3  | 2      | –2  |
| Agudas Israel (Letònia)                                    | 9,827     | 1.1  | 1      | –1  |
| Ceire Cion                                                 | 7,529     | 0.8  | 1      | 0   |
| Latgalian Social Democrats                                 | 6,327     | 0.7  | 1      | Nou |
| Latgalian Latvian Union                                    | 5,853     | 0.6  | 1      | Nou |
| Bund                                                       | 5,302     | 0.6  | 1      | 0   |
| Union of Christian and Working People                      | 4,484     | 0.5  | 1      | +1  |
| Els 16 restatns partits                                    | 58,516    | 14.8 | –      | –   |
| Vots nuls                                                  | 7,324     | –    | –      | –   |
| Total                                                      | 937,207   | 100  | 100    | 0   |
| Registered voters/turnout                                  | 1,182,426 | 79.3 | –      | –   |
| Font: Nohlen & Stöver                                      |           |      |        |     |